# Courcouronnes
Courcouronnes – miejscowość i dawna gmina we Francji, w regionie Île-de-France, w departamencie Essonne. W 2016 roku populacja ówczesnej gminy wynosiła 13 606 mieszkańców. 
W dniu 1 stycznia 2019 roku z połączenia dwóch ówczesnych gmin – Courcouronnes oraz Évry – powstała nowa gmina Évry-Courcouronnes. Siedzibą gminy została miejscowość Évry. 